# Goosefeld
Goosefeld (niederdeutsch: Gosefeld oder Goosfeld = Gänsefeld, dänisch Gosefeld, auch Gosby) ist eine Gemeinde im Kreis Rendsburg-Eckernförde in Schleswig-Holstein. Marienthal, Hoffnungsthal, Profit, Ravenshorst, Pletterberg und Kleinheck liegen im Gemeindegebiet.

## Geographie und Verkehr
Goosefeld liegt am Nordwestrand des Dänischen Wohldes bei Eckernförde.
Die Bundesstraße 203 zwischen Rendsburg und Eckernförde verläuft durch das Gemeindegebiet.
Goosefeld liegt inmitten einer deutlich erkennbaren Moränenlandschaft. Hügel und Täler sind während des dritten Vorstoßes der eiszeitlichen Gletscher entstanden. Der Goossee liegt teilweise im Gemeindegebiet.

## Geschichte

### Erste Besiedlung in der Steinzeit
Noch heute sichtbare Spuren einer frühen menschlichen Besiedlung stammen aus der Jungsteinzeit, einer Epoche also, die vor etwa 4.800 Jahren begann.
Zu Beginn dieses Zeitabschnitts wandelte sich offenbar die Vorstellung der hier ansässigen Menschen vom Tod, damit einhergehend wohl auch ihre Einstellung zum Leben selbst. Diese Annahme wird heute an der baulichen Art ihrer Beisetzungen festgemacht. Während zuvor die Toten in Flachgräbern bestattet wurden, deren Spuren heute kaum mehr auszumachen sind, wurden sie fortan in Megalithbauten (Hünengräbern) beigesetzt. Diese finden sich entweder in Form von kompakten Rundhügeln, Steinkammern oder Langbetten.
Im 20. Jahrhundert sind viele Zeugen aus der Frühzeit der Besiedlung im Zuge sich erweiternder landwirtschaftlicher Nutzung der Nachwelt verloren gegangen. Trotz dieser Entwicklung sind im Raum Goosefeld noch relativ viele der beschriebenen vorgeschichtlichen Bodendenkmale erhalten, freilich in mehr oder weniger gutem Zustande. Sieben Gräber sind inzwischen unter Landschaftsschutz gestellt worden.

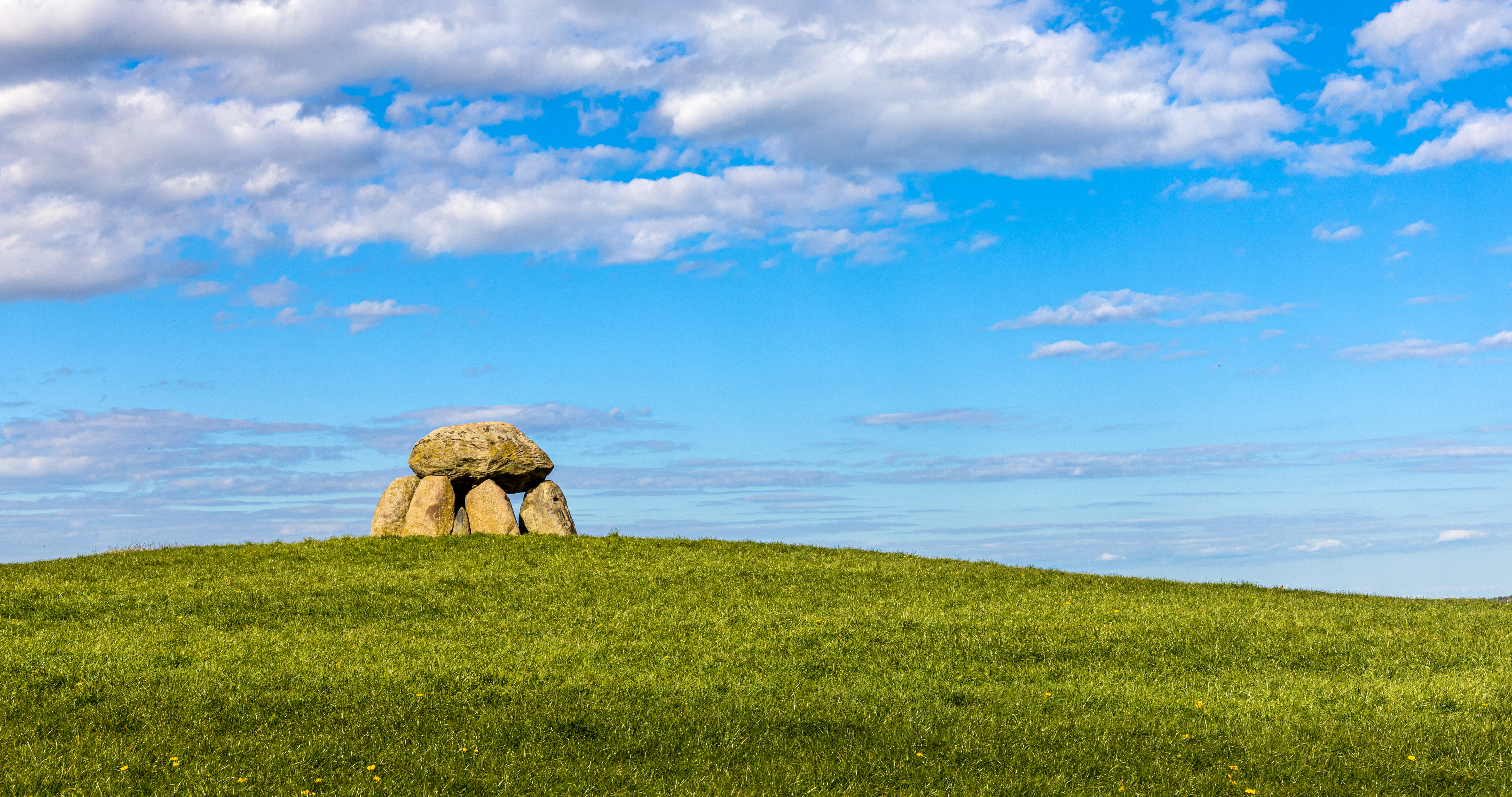
Hünengrab

Eine Gruppe engagierter Goosefelder Bürger restaurierte in Zusammenarbeit mit dem Landesamt für Vor- und Frühgeschichte in Schleswig in den 1970er Jahren zwei dieser Gräber: seit 1977 die Steinkammer an der heutigen B 203 (Objekt 35), von 1978 bis 1980 das Langbett am Profiter Weg (Objekt 12). In den folgenden Jahren restaurierte das Landesamt das Steinkammergrab bei Lehmsiek (Objekt 1) eigenständig. Es stellt heute eines der beachtlichsten Megalithgräber im südlichen Kreisgebiet dar.

### Nach der Völkerwanderung
Nach der Völkerwanderung erfolgte ab 1260 eine Neubesiedlung des Dänischen Wohldes von Süden her durch Vertreter Holsteinischer Adelsgeschlechter und – in deren Gefolge – von ebenfalls holsteinischen Bauern. Alles deutet darauf hin, dass der ursprüngliche, später Alt-Goosefeld genannte Ort oberhalb des Goossees gelegen hat und sich bis auf das Gelände des heutigen Gutes Marienthal erstreckte. So fanden sich auf dem Hofgelände Reste alter Pfostenlöcher sowie auf der dem Hof gegenüber liegenden so genannten „Neukoppel“ freigelegte Gebäudereste. Die vom Goossee zum heutigen Gut Marienthal leicht ansteigende Wiese dürfte den  durchziehenden Wildgänsen als Rast- oder auch Nistplatz gedient und somit der Namensgebung Pate gestanden haben. Insbesondere da deren Namensbestandteil „Goos“ auf die niederdeutsche Bezeichnung für „Gans“ hindeutet.
Über den Zeitpunkt der Gründung der Dörfer Alt- und Neu-Goosefeld (heutiger Ort Goosefeld) ist nichts mehr bekannt. Er lässt sich jedoch anhand der Namensgebung auf die Zeit um oder nach 1400 einschätzen, da die Ortsnamen auf -au, -bach, -berg, -born, -scheid, -statt, -dorf und eben -feld auf die Entstehung in vorchristlicher sächsischer Zeit hindeuten. Da Alt-Goosefeld recht früh in  Abhängigkeit vom erstmals 1450 genannten Gut Windeby gestanden hat und vielleicht in dessen Gefolge gegründet wurde, lässt sich der Gründungszeitraum von Alt-Goosefeld auf die Spanne 1400 bis 1450 eingrenzen.

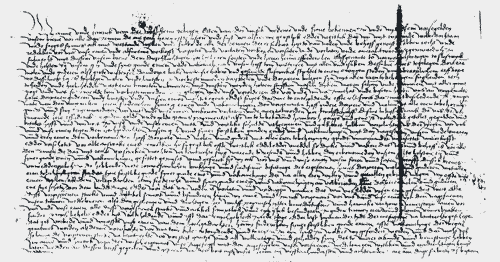
Erste Nennung von Neu-Goosefeld

Das heutige Goosefeld ist als Tochter-Siedlung naturgemäß später entstanden. Das als „Neu-Goosefeld“ bezeichnete Dorf wurde 1518 im Kaufvertrag zwischen Anne von der Wisch und Herzog Friedrich I. erstmals nachweisbar urkundlich erwähnt.
Die Urkunde hat etwa den folgenden Inhalt: „Anne von der Wisch, Witwe Otte von er Wisch und Heinrich, deren Sohn, verkaufen dem Herzog Friedrich I. (König) ihren Hof zu Wittensee mit den dazu gehörenden Dörfern Mühlen und Gütern Grote Wystensee, Damendorpe, Lutke Wytensee, Haby und Gosevelde.“
Die vorstehende Urkunde lässt vermuten, dass der heutige Ort als Neu-Goosefeld irgendwann Ende des 15. Jahrhunderts wahrscheinlich durch den Tross der Familie von der Wisch gegründet worden war. Neu-Goosefeld gehörte (im Gegensatz zu Alt-Goosefeld) zur Bergharde oder Hüttener Harde, bis es 1632 von Herzog Friedrich III. an seinen Gefolgsmann Detlef von Brockdorf, Besitzer von Gut Windeby, verkauft wurde. Es wurde damit mit Alt-Goosefeld unter einem gemeinsamen Besitzer vereint. Gut Windeby gehörte zum zweiten Dänisch Wohlder Güterdistrikt.

### Zeit der Leibeigenschaft
Im Verlauf einer auf verschiedenen Ursachen beruhenden Entwicklung hatte die hiesige Bauernschaft zum Ende des 16. Jahrhunderts ihre Selbständigkeit verloren und war in jene Abhängigkeit geraten, welche zur Leibeigenschaft führte. Diese bestimmte die Landwirtschaft und das Leben der Bevölkerung ab etwa 1600 bis zu ihrer Aufhebung am 1. Januar 1805. Drei Goosefelder Familien hatten schon vorab am 2. Mai 1795 ihre Freiheit zusammen mit den Untertanen des Gutes Windeby erhalten. Inmitten dieser Zeit wurde 1719 Alt-Goosefeld niedergelegt und 1720 überwiegend an gleicher Stelle der Windebyer Meierhof „Marienthal“ errichtet.

### Zeitpächterdorf
Nach Aufhebung der Leibeigenschaft erhielten die Bauern die Möglichkeit, ihre Höfe zu pachten und später zu erwerben. Es gelang nur ganz wenigen, auf diese Weise Fuß zu fassen (Laß und Peetz). So entstand eine Fluktuation der Bevölkerung, wobei alt eingesessene Familienverbände wie Laß, Neve, Paasch und Peetz allmählich aus dem Dorf verschwanden.

### Dorf und Gemeinde ab 1924

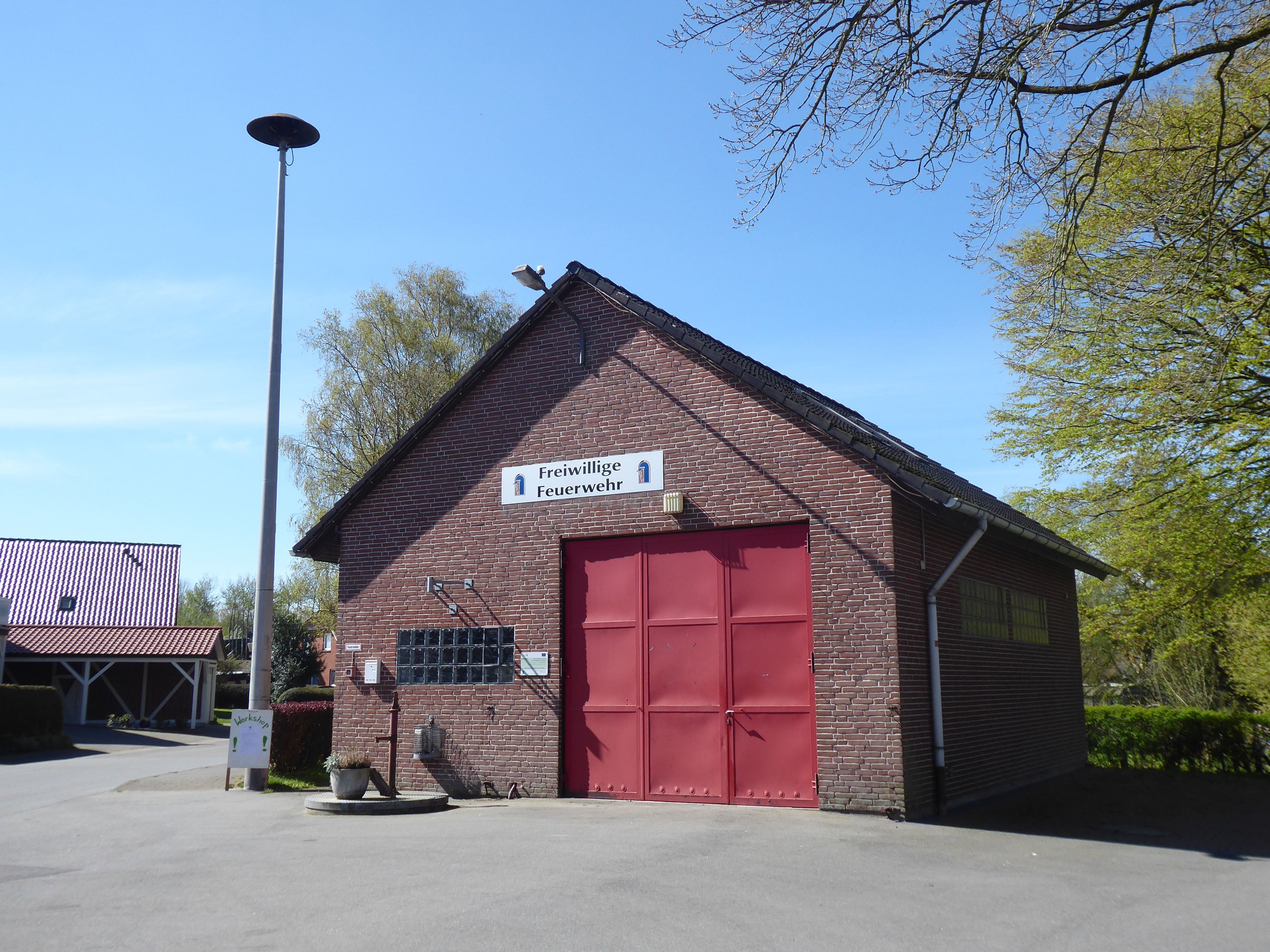
Feuerwehrhaus

In den Jahren 1923/24 erfolgte eine Aufsiedlung des Ortes. Hierzu gründeten am 15. September 1924 17 Besitzer neu geschaffener Landstellen unter der Regie der Höfebank eine Dorfschaftsvereinigung. Der demokratisch gewählte Vorstand war verpflichtet, Gesetze, Verordnungen und Verfügungen, welche von Behörden oder der Höfebank erlassen wurden, auszuführen. Dasselbe galt für die mit Stimmenmehrheit gefassten Beschlüsse der Mitgliederversammlung. Die Dorfschaftsvereinigung übte somit bereits 1924, rund vier Jahre vor der allgemeinen Auflösung der Gutsbezirke, die innere Selbstverwaltung der späteren Gemeinde aus. Mit der Aufgabe der wirtschaftlichen und Lockerung der verwaltungsmäßigen Bindung zum Gut hatte Goosefeld aufgehört, ein Gutsdorf zu sein. Ein freies Dorf war entstanden.
1928 erfolgte der amtliche Schlussstrich unter die Trennung vom Gut, die praktisch bereits 1924 vollzogen war. Die Gutsbezirke wurden auf Grund des Gesetzes vom 27. Dezember 1927 mit Wirkung vom 30. September 1928 aufgelöst. Damit verloren die Gutsbesitzer ihre bisherige Verwaltungsfunktionen, die weit über diejenigen der späteren Bürgermeister hinausgingen. Der Gutsbezirk Marienthal war zur Landgemeinde Marienthal umgewandelt worden. Mit Wirkung vom 1. Januar 1973 erfolgte die Änderung des Gemeindenamens „Marienthal“ in „Goosefeld“, um dem im Laufe der Jahre verschobenen Schwerpunkt der Gemeinde Rechnung zu tragen.
Etwa ab Mitte der 1950er Jahre setzte mit zunehmender Landflucht eine Wandlung des Dorfes vom Agrardorf zur überwiegenden Wohn- und Schlafsiedlung ein. Dieser Prozess wurde durch das Sterben der meisten Höfe verstärkt. Heute gibt es als aktive landwirtschaftliche Betriebe nur noch zwei Güter, drei Bauernstellen und eine Gärtnerei (von ehemals dreißig).
Am 1. Januar 1973 wurde der Name der Gemeinde Marienthal amtlich in Goosefeld geändert.

## Gemeindeteile

### Alte Schule
Inselartige Enklave in Windebyer Gemeindegebiet bei Friedensthal und Goosschmiede. Hier entstand etwa 1800 das alte, zunächst einklassige, später zweiklassige Schulgebäude. Der Name ist selbsterklärend. Das Gebäude wurde zunächst zum Wohnhaus und in den 1980er Jahren zur Gaststätte umgebaut. Sie brannte 1988 ab. 1996 wurde die Ruine versteigert und abgerissen. 1997 wurde statt ihrer, nur wenige Meter weiter von der Hauptstraße entfernt, eine Pension errichtet, die in Erinnerung an das Vorgängergebäude dessen Bezeichnung übernommen hat.

### Dorf Goosefeld
Heutiges Kerngebiet der Gemeinde, früher Neu-Goosefeld genannt.

### Goosefeld-Siedlung
Etwas östlich von Goosefeld entstand in den 1950er Jahren eine neue Wohnsiedlung mit den Straßen Brahmberg, Hasselkamp.

### Hexenberge
Es handelt sich hierbei um keine Flurbezeichnung, sondern um den Namen zweier Moränenhügel zwischen Lehmsiek und dem Profiter Weg. Namensgebend war vermutlich die besonders bei Dunkelheit und Nebel gespenstige Landschaft, durch welche ein gleichnamiger Hohlweg führt.

### Hoffnungsthal, Gut und Höfe

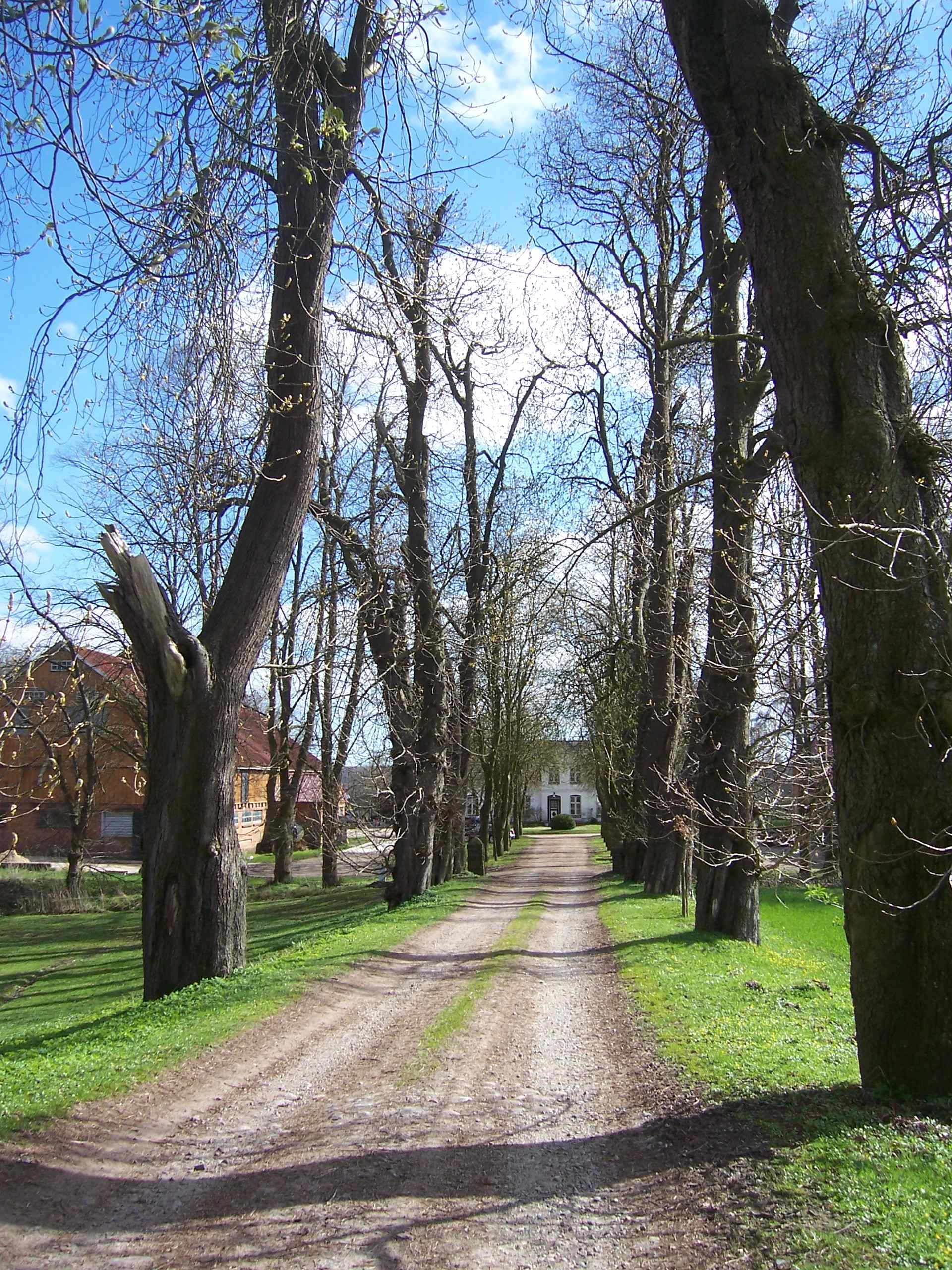
Gut Hoffnungsthal

Ein 1801 von Gut Marienthal abgegter Meierhof und später eigenständiges Gut. Hierzu gehört eine kleine Wohnsiedlung. Der Name sollte vermutlich die Hoffnung auf guten Pachtertrag ausdrücken.
Ebenfalls dazu gehörten die Hoffnungsthaler Hütten am Ostrand von Goosefeld Siedlung, von denen nur noch eine Kate erhalten ist.
Besitzerfolge von Gut Hoffnungsthal:
| Zeit      | Vorname                 | Name            |
| --------- | ----------------------- | --------------- |
| 1801–1802 | Joh. Georg Vorwerk      | Lübbes, Erbauer |
| 1802–1804 | Friedrich               | Beuk            |
| 1804–1811 | Hermann                 | Willink         |
| 1811–1811 | ?                       | von der Golz    |
| 1811–1833 | Landgraf Carl           | zu Hessen       |
| 1833–1839 | Tochter Louise Caroline | Herzogin zu S-H |
| 1839–1927 | Graf Reventlow          | zu Altenhof     |
| 1927–1941 | Hermann                 | Danckerth       |
| 1941–1941 | Schleswig-Holsteinische | Höfebank        |
| 1942–1969 | Emil                    | Lange           |
| 1969–     | Heinz                   | Lange           |
| ?         | Markus                  | Lange           |

1946 mussten vertragsgemäß aus dem Areal des Gutes drei Bauernhöfe ausgegliedert werden. 1. Bauernhof Bock, 2. Bauernhof Bünning (Frohbös), 3. Bauernhof Kühne/Frohbös.

### Katzheide
Flurstück mit Bauernhof zwischen der Bundesstraße 203 und Ravenshorst. Namensgeber war ein auffallender Bestand von Weidenkätzchen.

### Kleinheck
An der Bundesstraße 203 gelegene Kate nördlich von Goosefeld, auf der Karte von 1800 als „Lüttheck“ bezeichnet. Noch 1877 aus drei Katen bestehende Häusergruppe. Namensherkunft: „heck“ = Einfriedung. Hier befand sich früher das Goosefelder Tor zu Gemeinweide. Die Katen dienten als Wohnstätten der Hirten.

### Marienthal, Gut und Wohnhäuser
Marienthal (plattdeutsch: Mariendaal) ist am Südrand von Eckernförde gelegen. Das Gut wurde 1719/21 von Otto von Qualen auf dem Gelände des niedergelegten Dorfes Alt-Goosefeld als Meierhof des Gutes Windeby erbaut. Die Namensgebung erfolgte zu Ehren und Andenken an die verstorbene Mutter des Erbauers: Maria von Qualen, geb. Wetzelin von Marsilien. 1793 wurde der Meierhof verkauft und 1806 in die Zahl der adeligen Güter aufgenommen. Bereits wenige Jahre später legte Marienthal 1802 den neu errichteten Meierhof Hoffnungsthal ab sowie 1835 den Meierhof Wilhelmsthal.
Das Dorf Goosefeld war bis etwa 1924 untrennbar mit dem Gut Marienthal verbunden. Bis zur Aufhebung der Leibeigenschaft im Jahr 1805 waren Goosefelds Bürger als Landarbeiter buchstäblich an das Gut gefesselt. Nur fünf Bürger hatten bereits 1795 vom Windebyer Gutsherrn ihre Freiheit erhalten.
Das Gut Marienthal bildete den Mittelpunkt des gleichnamigen Gutsdistriktes und damit der Verwaltung. Zu Beginn des 20. Jahrhunderts war es das Ziel des damaligen Gutsherrn, auch Goosefeld, das frühere Neu-Goosefeld niederzulegen. Stattdessen erfolgte ab 1923/24 eine grundlegende Wende mit der Aufsiedlung des Dorfes Goosefeld durch die Schleswig-Holsteiner Höfebank. Die Dorfbevölkerung übernahm bereits zu dieser Zeit weitgehend die Selbstverwaltung und leitete den Lösungsprozess ein, der 1928 mit der allgemeinen Auflösung der Gutsdistrikte und Bildung von Gemeinden ihren Höhepunkt fand. Aus dem Gutsdistrikt Marienthal war die Gemeinde Marienthal geworden. 1973 wurde der Gemeindename in Gemeinde Goosefeld geändert, um dem verlagerten Schwerpunkt gerecht zu werden.
Nach mehreren Teileingemeindungen in die Stadt Eckernförde seit Anfang des 20. Jahrhunderts (zuerst Sandkrug, in den 1930er Jahren Wilhelmst(h)al), tragen heute innerhalb Eckernfördes die Gemarkungs- und Ortsteilbezeichnung Marienthal die zuletzt eingemeindeten Gebiete der Wilhelm-Lehmann-Straße (Anfang der 1970er Jahre) und das jetzige Gewerbegebiet Marienthal (Ende 1990er Jahre) sowie die dazwischen liegenden Flächen.

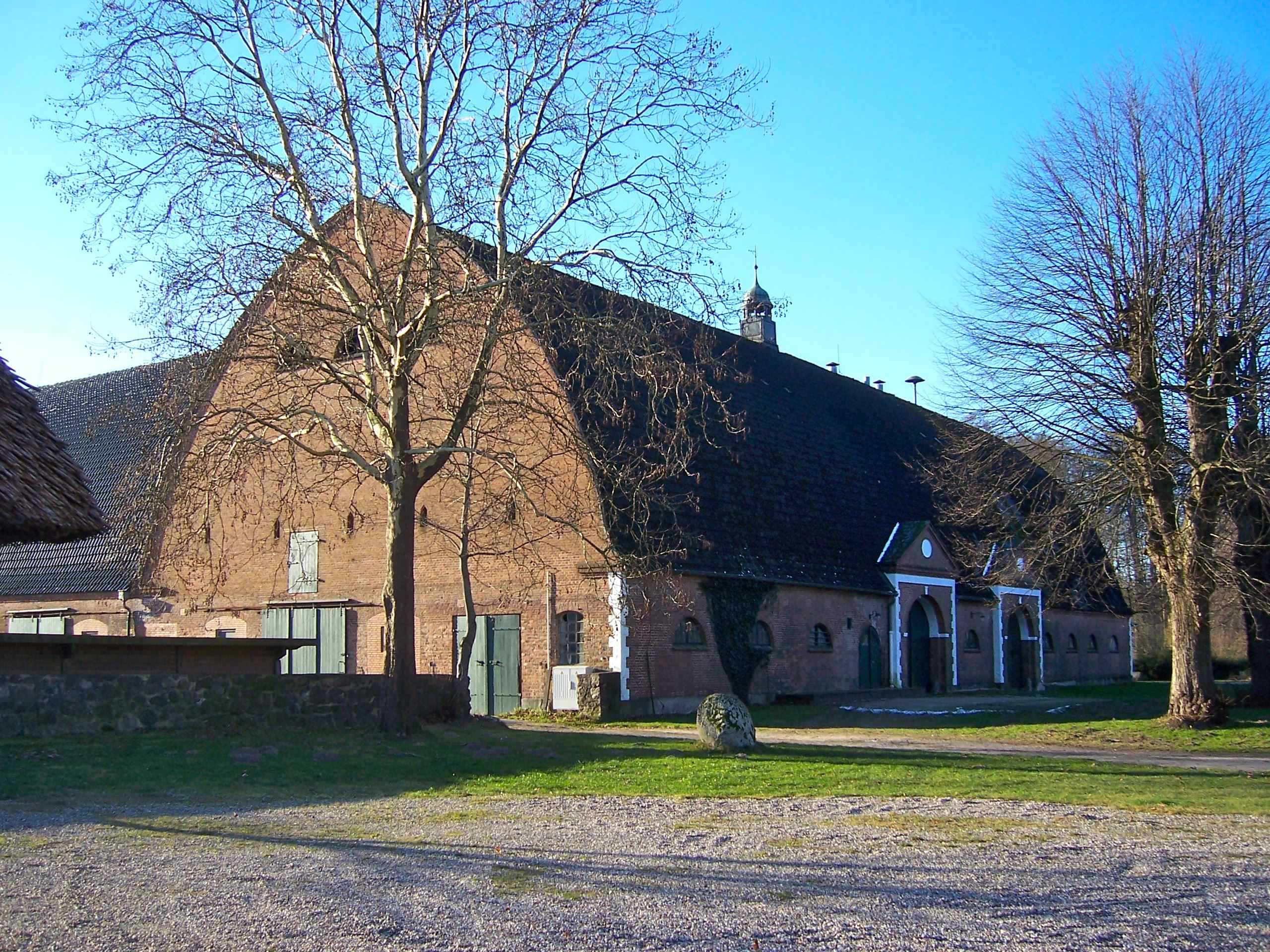
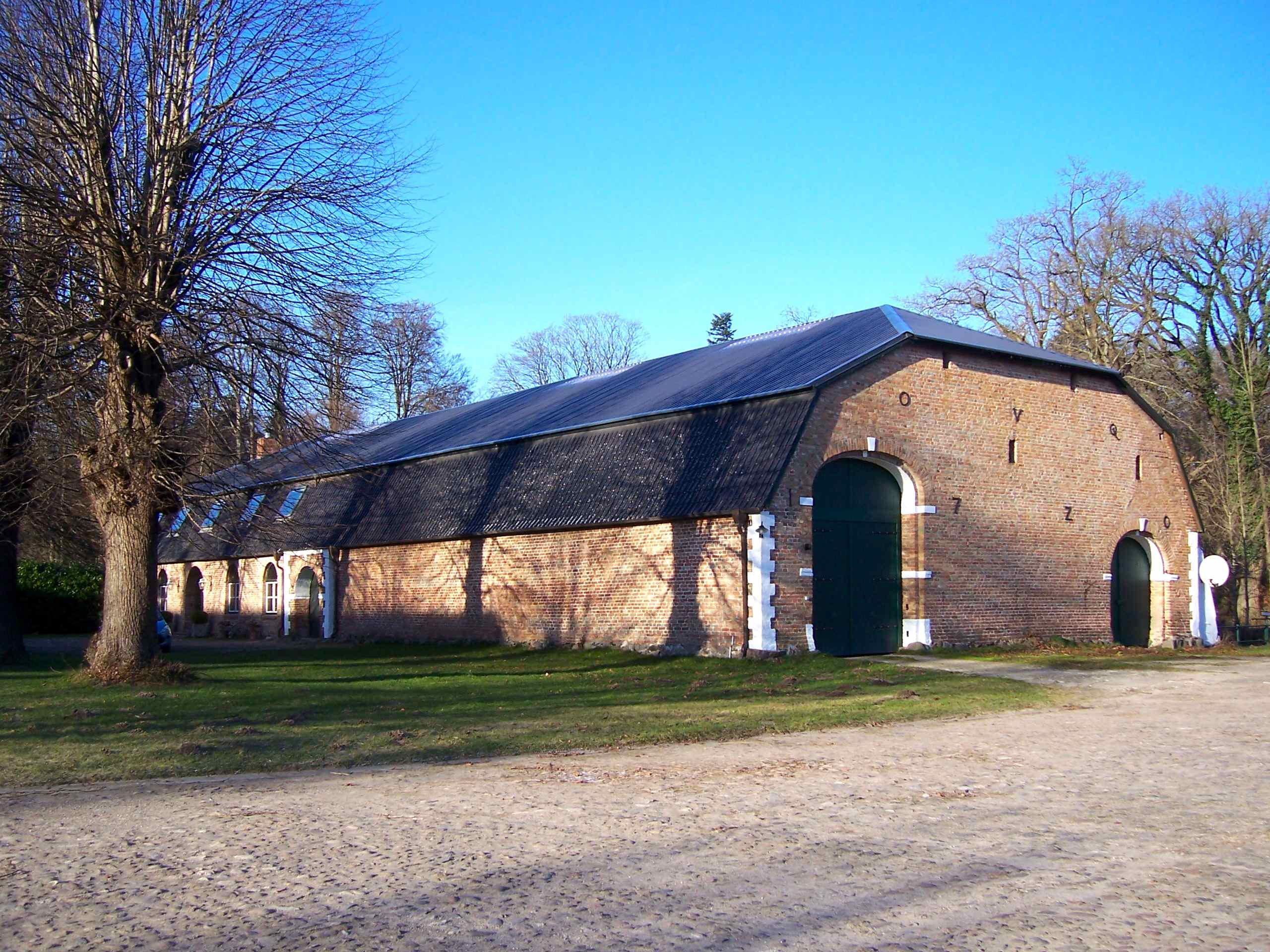
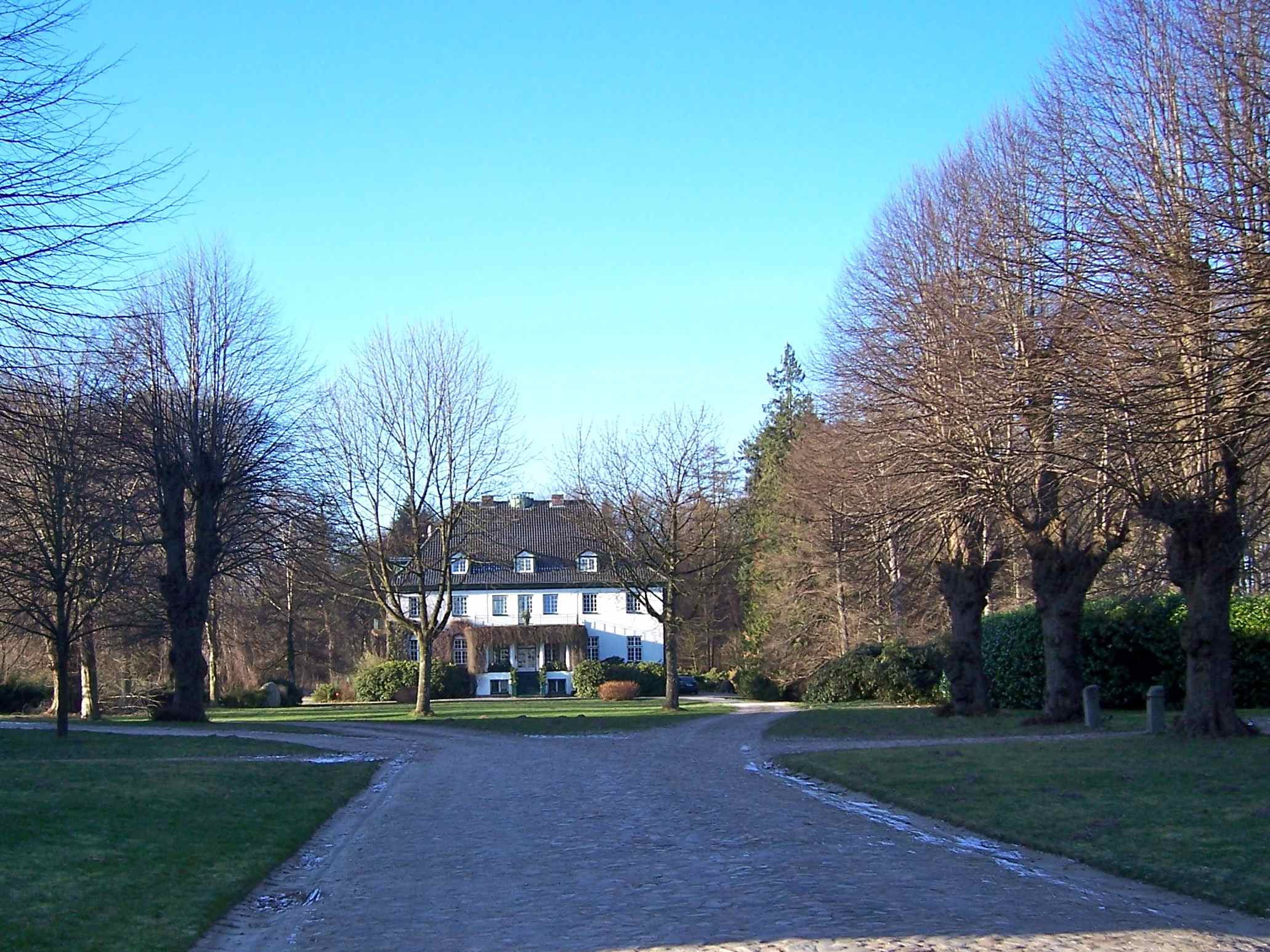
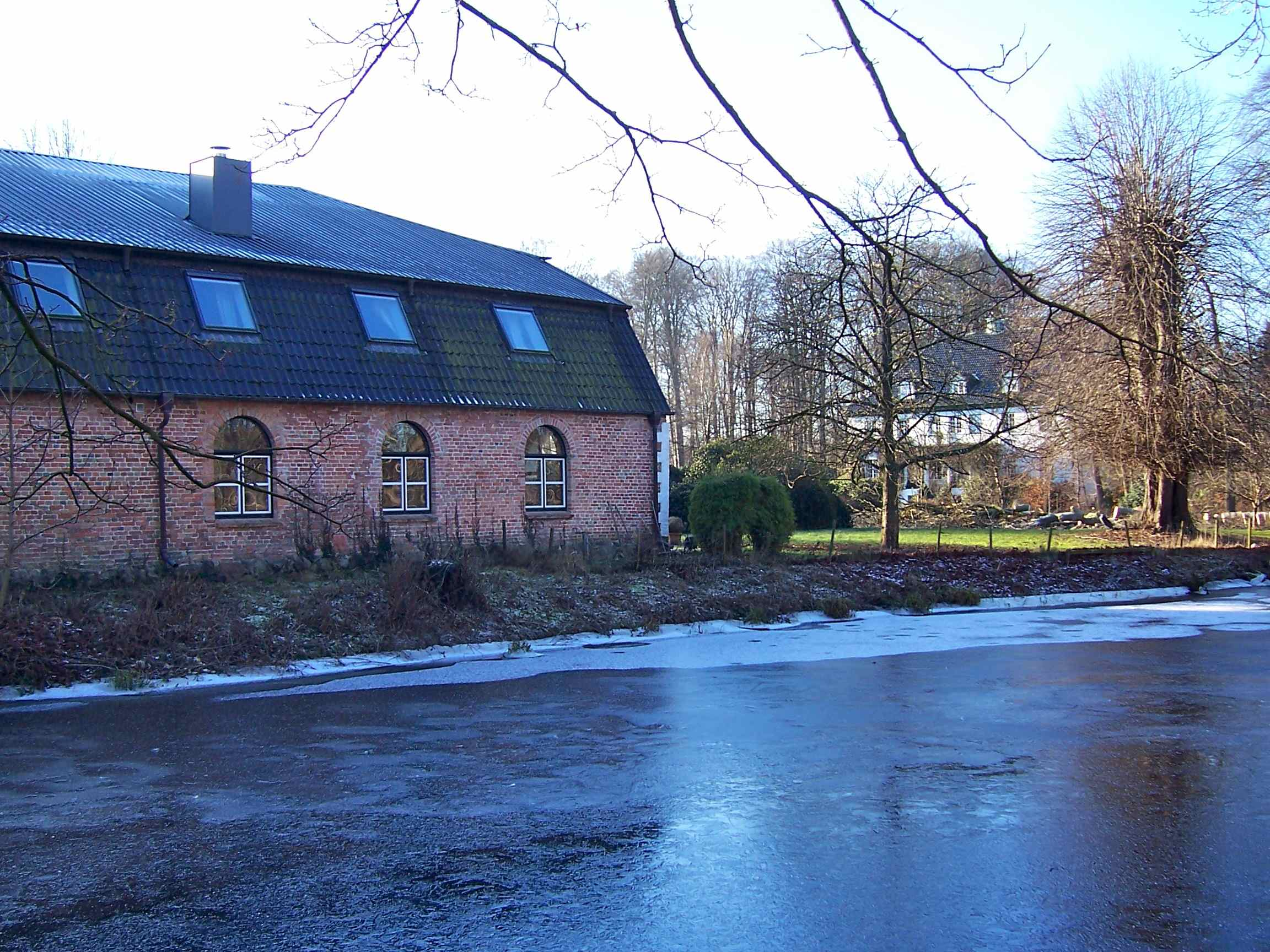

Besitzerfolge von Gut Marienthal:
| Zeit      | Vorname                   | Name       |
| --------- | ------------------------- | ---------- |
| 1720–1767 | Otto                      | von Qualen |
| 1767–1792 | Friedrich                 | von Qualen |
| 1792–1793 | Claus Otto Christopher    | von Qualen |
| 1793–1836 | Joh. Georg Vorwerk        | Lübbes     |
| 1836–1862 | Carl Ludwig T.            | Lantzius   |
| 1862–1863 | Erben von C. L. T.        | Lantzius   |
| 1863–1902 | Johann Ludwig             | Lantzius   |
| 1902–1908 | seine Witwe Anna Carolina | Lantzius   |
| 1908–1944 | Karl                      | Lantzius   |
| 1944–1970 | Fritz                     | Klagges    |
| 1970–?    | Norbert                   | Klagges    |
| ? –       | Philip                    | Klagges    |

### Pletterberg
Auch Pletterbarg genannt. Eine Häusergruppe auf einer ehemaligen kleinen Landstelle von neun Hektar. Während der Anfänge des freien Dorfes Goosefeld (ab 1923) wurde hier eine kleine Meierei betrieben, die jedoch später stillgelegt wurde. Das Gebäude der ehemaligen Meierei diente bis 2004 dem Amte Windeby als Obdachlosenasyl und wurde anschließend verkauft.
Namensherkunft: Von „Plader“, „Flader“, nnd. = Ahorn, somit ein früher mit Ahorn bestandener Berg.

### Profit
Bereits 1775 als „Profi“ erwähnt, südlich von Goosefeld, bei Lehmsiek gelegenes Doppelgehöft, früher einzelne Vollhufe des Gutes Marienthal.
Namensherkunft: Vermutlich besonders ertragreiches profitversprechendes Pachtland.

### Ravenshorst
Bereits 1575 als herzogliches Vorwerk oder als königl. Domäne erwähnt, heute zwei Höfe und ein Wohnhaus im Nord-/Westteil der heutigen Gemeinde Goosefeld. Namensherkunft: „hrof“, angelsächsisch=Dach, im übertragenen Sinne: „abgedachter Hügel“, „höst“, „hörst“, „horst“, nnd.= Restwald, ehemaliger Waldbestand.
Das ursprüngliche Ravenshorst erstreckte sich von Eckernförde bis nach Langhorst und stellte einen Riegel zwischen dem Dorfe Goosefeld und der Gemeinweide dar. Das zugehörige Hofgebäude lag für das frühere Gelände zentral in der Nähe des heutigen Hofes Friedensthal. Das Messtischblatt Nr. 1524 aus dem Jahre 2003 lässt noch eindeutig zwei Zufahrtswege von der Rendsburger Landstraße (B 203) erkennen.
Im Laufe der Zeit gingen die beiden Enden des länglichen ostwestlich ausgerichteten Areals verloren. Damit lag 1771 der Hof dezentral im Nordosten des Besitzes. 1775 wurde das Gelände geteilt, der alte Hof abgerissen. In seiner Nähe entstand ein neuer für die Parzelle I. Dieser trug in den letzten 250 Jahren nacheinander die Bezeichnungen:
- „Rotenhahn“ wegen des 1747 abgebrannten Hofes,
- „Abrahamshof“ nach seinem zeitweiligen Besitzer Abraham,
- „Friedenshorst“ seit 1815

## Goosefelder Schule

### Alte Schule
Etwa 1806 wurde auf dem Gelände von Friedensthal eine zunächst einklassige Schule errichtet, die im Laufe der Zeit zu einer zwei-klassigen erweitert wurde. Sie wurde 1965 durch ein neues, ebenfalls zweiklassiges Schulgebäude ersetzt. Die alte Schule wurde zunächst zum Wohnhaus und später zur Gastwirtschaft umgebaut und  brannte nach Renovierungsarbeiten Ende der 1980er Jahre ab.

### Ehemalige Schule, heute Gemeindefreizeitstätte

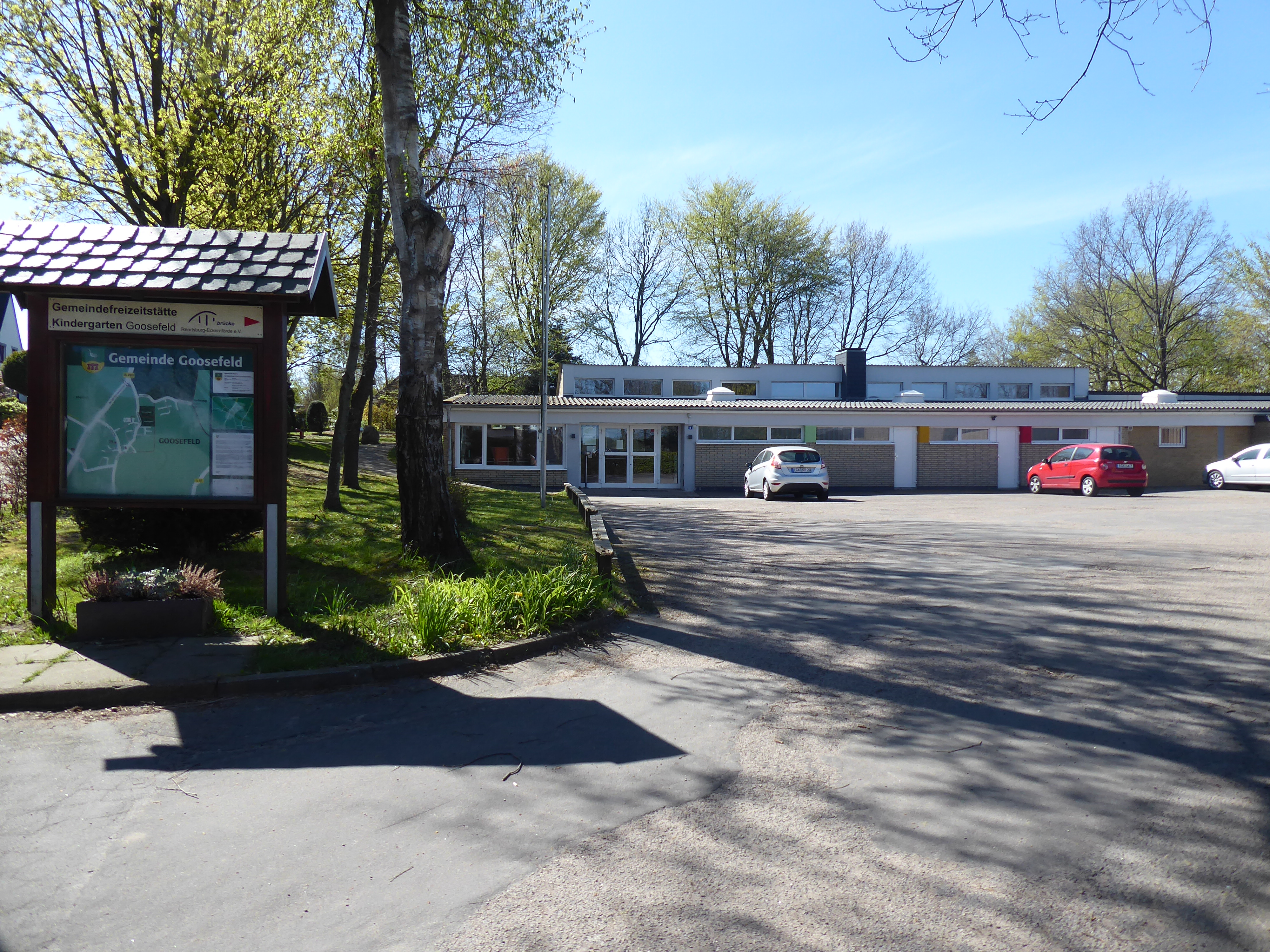
Goosefeld, ehemalige Schule, jetzt Freizeitheim

1965 wurde innerhalb des Dorfes Goosefeld ein neues zweiklassiges Schulgebäude in Betrieb genommen, welches im Rahmen einer Schulreform bereits 1975 wieder außer Dienst gestellt werden musste.
Goosefelds Schüler wurden in der Zeit von 1967 bis 1975 in mehreren Schritten nach Eckernförde umgeschult. Seitdem wird das Gebäude als Gemeindefreizeitstätte genutzt. Kinderstube, Vereine und Verbände nutzen seither die Örtlichkeit.

## Politik

### Gemeindevertretung
Bei der Kommunalwahl am 14. Mai 2023 wurden insgesamt neun Sitze vergeben. Die Wählergemeinschaft Goosefeld erhielt sieben Sitze und die Alternative Wählergemeinschaft Goosefeld erhielt zwei Sitze.

### Wappen
Blasonierung: „Über einem flachgewölbten goldenen Dreiberg, dieser belegt mit einem aus drei Tragsteinen und einer Deckplatte bestehenden roten Steingrab, in Grün eine silberne, golden bewehrte Gans.“
Historische Begründung:
| Symbol                                   | Bedeutung                                                                                             |
| ---------------------------------------- | --- |
| Grüne Farbe des oberen Feldes            | Ausdruck für die Wiesen, auch speziell Gänsewiese, -feld                                              |
| Goldene (= gelbe) Farbe im unteren Feld: | Ausdruck für die in der Gemeinde zahlreichen Felder (Getreide, Raps)                                  |
| Gans                                     | Hinweis auf die mögliche Deutung des Orts-, resp. Gemeindenamens                                      |
| Megalithgrab                             | Hinweis auf die relativ hohe Anzahl von Hünengräbern im Gemeindegebiet                                |
| Dreiberg                                 | Naturräumliche Lage der Gemeinde inmitten der flachen Hügel der jungsteinzeitlichen Moränenlandschaft |

## Persönlichkeiten
- Karl-Heinz Groth (1940–2025), Autor und Pädagoge